# A Internacional
A Internacional (em francês: L'Internationale) é um hino internacionalista, sendo também uma das canções mais conhecidas de todo o mundo.
A letra original da canção foi escrita em 1871 por Eugène Pottier, revolucionário e communard francês, após a derrota militar da Comuna de Paris. A intenção de Pottier era a de que o poema fosse cantado ao ritmo da Marselhesa.
Em 1888, Pierre De Geyter compôs uma melodia original para acompanhar o poema.
A Internacional ganhou particular notoriedade entre 1922 e 1944, quando se tornou o  hino da União Soviética. Desde então, foi traduzida em inúmeros idiomas. A canção é tradicionalmente cantada com o punho fechado ao ar. Apesar de estar associada aos movimentos socialistas, A Internacional também serve de hino para comunistas, social democratas e anarquistas.

## Composição
A Internacional foi composta em 18 de Junho de 1888 por Pierre Degeyter, operário anarquista de origem belga fixado com a sua família na cidade francesa de Lille. Naquele dia fora oferecido a Degeyter um livro de poemas de Eugéne Pottier, operário francês também anarquista, membro da Comuna de Paris, durante a qual foi eleito maire do 2.º Bairro de Paris. Após o sangrento esmagamento da Comuna, de cuja defesa participou, Pottier partiu para o exílio, escrevendo diversos poemas, dentre os quais o que viria a constituir a letra de A Internacional.
É fundamentalmente a partir de 1896, após a realização do congresso do Partido Operário Francês realizado nesse ano em Lille e durante o qual foi tocado e cantado, que o hino se espalha por toda a França e pela Europa através dos delegados estrangeiros presentes.

## Difusão

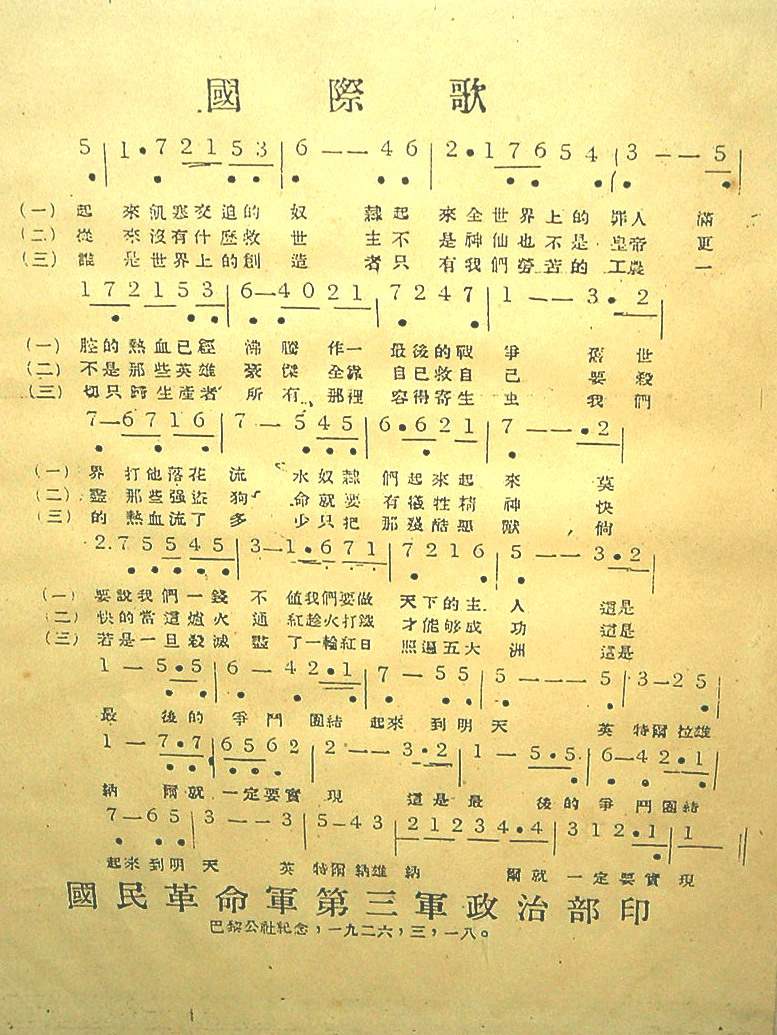
Versão chinesa da Internacional do Exército Revolucionário Nacional

A Internacional tornou-se o hino do socialismo internacional revolucionário, contando com versões traduzidas em várias línguas. Tradicionalmente, é cantado com o punho esquerdo cerrado levantado acima da cabeça.
Em muitos países europeus, a canção foi considerada ilegal no início do século XX por causa de sua associação com o movimento comunista.
A versão em russo serviu como hino da União Soviética de 1917 a 1941, quando foi trocada pelo Hino nacional da União Soviética por Stalin e também foi usada como hino do Partido Comunista da União Soviética. A troca se deu porque os líderes soviéticos acreditavam que os soldados sentiriam-se mais motivados com um hino com teor nacionalista e patriótico, do que com um hino sobre o ideal comunista no mundo. Foi traduzida originalmente por Aron Kots (Arkadiy Yakovlevich Kots) em 1902 e impressa em Londres na revista de imigrantes Zhizn (Vida). A primeira versão russa consistia em três versos e o refrão. Mais tarde, foi aumentado e algumas palavras foram trocadas.
A Internacional não é cantada apenas por comunistas mas também por socialistas (em muitos países) ou sociais-democratas, e os anarquistas, que a mantêm na íntegra, sem cortes como outras vertentes fazem.

## Como hino

### Em Portugal
O autor da versão portuguesa do hino foi o anarcossindicalista Neno Vasco, que no ano de 1909 o traduz do francês para o português. Esta versão acompanha de perto o original francês, reflectindo no seu fraseado a influência da literatura e poesia ligadas ao anarcossindicalismo, majoritário no movimento operário português nas primeiras décadas do século passado.
Não se conhecendo qualquer registo fonográfico português do hino anterior a 1926 e à sua proibição pelo salazarismo, é de admitir que a primeira gravação seja a realizada para o LP "Cânticos Revolucionários em Português", gravada em Lisboa em 1975 pela editora Metro-Som (LP 105), com interpretação de "elementos dos coros da Fundação Calouste Gulbenkian e do Teatro S. Carlos e intervenção da Banda Portuguesa, Siegfried Sugg no acordeão e Daniel Louis em toda a percussão". A direcção musical é de J. Machado e J. Gomes, seguindo os arranjos muito de perto as versões francesas então mais conhecidas, nomeadamente as popularizadas pelo Groupe 17.
Por altura da comemoração do 60.º aniversário do Partido Comunista Português (1981), integrou-se no programa a produção e gravação de uma versão claramente portuguesa definida nos estatutos como o hino do partido.

### No Brasil
Não se pode precisar a data exata da chegada do hino em terras brasileiras. Contudo, sabe-se que seu canto foi amplamente difundido na grande Greve Geral promovida por anarco-sindicalistas em São Paulo em 1917. É certo, todavia, que o hino dos trabalhadores aportou em terras tupiniquins junto com trabalhadores imigrantes alemães, portugueses, espanhóis e italianos.
A letra mantém-se muito próxima à versão de Neno Vasco, mas mantém versos antimilitaristas ("Verás que nossas balas são para os nossos Generais"). Isto poderia ser explicado pela participação distinta dos militares portugueses e brasileiros na política em seus respectivos países. Enquanto o Brasil teve um Golpe de Estado Militar (1964) de caráter reacionário empenhado em desmobilizar pela repressão toda e qualquer organização popular, conforme desejava a Operação Condor, em Portugal, ao contrário, os militares fizeram uma revolução democrática social e pró-trabalhadores (Revolução dos Cravos) em 1974.[carece de fontes?]
É usada como canção oficial do Partido Comunista Brasileiro e do Partido Comunista Revolucionário. Os anarquistas brasileiros também o adotam. Porém, diferentemente dos comunistas, mantêm a versão original da tradução de Neno Vasco para o verso "Messias, deus, chefes supremos", ao invés de "Senhores, patrões, chefes supremos".
No Brasil, A Internacional foi gravada pela banda paulista de punk rock Garotos Podres no álbum Garotozil de Podrezepam, lançado em 2003, utilizando a tradução utilizada em Portugal. O ex-vocalista da banda, Mao, é doutor em História e estudioso dos escritos de Karl Marx.